# Cissusa vegeta
Cissusa vegeta là một loài bướm đêm trong họ Erebidae.